# Chen Wen-huei
Chen Wen-huei (陳玟卉S; 23 febbraio 1997) è una sollevatrice taiwanese attiva nelle categorie dei pesi medi (fino a 64 kg.), dei pesi massimi leggeri (fino a 71 kg.) e dei pesi medio-massimi (fino a 76 kg.).

## Carriera
Chen Wen-huei ha partecipato ai Campionati mondiali di Pattaya 2019, terminando la competizione al 13º posto con 215 kg. nel totale.
Nel 2021 ha partecipato ai Campionati asiatici di Tashkent 2020, riuscendo a conquistare la medaglia d'oro con 228 kg. nel totale. Qualche mese dopo ha preso parte alle Olimpiadi di Tokyo 2020, ottenendo la medaglia di bronzo con 230 kg. nel totale, dietro alla canadese Maude Charron (236 kg.) e all'italiana Giorgia Bordignon (232 kg.).
Nel mese di dicembre dello stesso anno ha vinto la medaglia d'argento ai Campionati mondiali di Tashkent con 232 kg. nel totale, battuta dall'egiziana Neama Said per 1 kg.
Nel 2023 ha vinto la medaglia di bronzo ai Campionati asiatici di Jinju nella categoria dei pesi massimi leggeri con 232 kg. nel totale e, nella stessa categoria, ha vinto la medaglia d'argento ai Campionati asiatici di Tashkent 2024 con 236 kg. nel totale.
Ai Campionati asiatici di Jiangshan 2025, dopo essere passata alla categoria superiore dei pesi medio-massimi, ha ottenuto la medaglia d'argento con 242 kg. nel totale.